# 温小波
温小波（1967年10月—），男，汉族，江西石城人，中华人民共和国政治人物。现任华南农业大学副校长，教授，博士生导师。第十四届全国政协委员。